# LHB S 400
Die Typenreihe LHB S 400 waren zweiachsige Diesellokomotiven mit Einzelachsantrieb von Linke-Hofmann-Busch aus dem ersten Typenprogramm von 1959. Insgesamt wurden von 1959 bis 1966 neun Lokomotiven gebaut. Es ist keine Lokomotive erhalten geblieben.

## Entwicklung
Linke-Hofmann-Busch legte 1959 ein erstes Typenprogramm auf, das Lokomotiven mit einer Leistung von 200 PS, 400 PS und 600 PS umfasste. Dabei hatte die LHB S 400 einen Einzelachsantrieb mit zwei Maschinenanlagen, die Lokomotive mit 600 PS Leistung war eine vierachsige Lokomotive mit Einzelachsantrieb und vier Maschinenanlagen.
Die Lokomotiven wurden in Industriebetrieben in Deutschland oder als Mietloks des Herstellers eingesetzt.

## Technik
Die Vorbautenlokomotiven besaßen einen mittigen Führerstand, abgeschrägte Vorbauten und die mit Innenrahmen ausgeführte Radsatzlagerung mit der im Rahmen ausgeführten Kraftübertragung. Einige Lokomotiven erhielten zur Erhöhung des Reibungsgewichtes Ballastgewichte.
Die Zweimaschinenanlage bestand aus je einem Sechszylinder-Viertakt-Dieselmotor von MAN, der seine Kraft an ein hydromechanisches Getriebe der EMG Elektro Mechanik GmbH, die am 22. Juni 1946 als Tochtergesellschaft der Nationalen Automobilgesellschaft (NAG), einer hundertprozentigen Beteiligungsgesellschaft der AEG, gegründet wurde, abgab. Die Motoren waren jeweils im Vorbau, die Getriebe unter dem Führerhausboden gelagert. Diese Getriebe waren für zahlreiche Ausfälle und viele Getriebereparaturen verantwortlich. Den Getrieben waren jeweils ein Wendegetriebe nachgeschaltet, mittels Gelenkwellen wurden die Räder angetrieben. Dieser Antrieb war damals erstmals bei größeren Leistungen und Lasten ausgeführt, es sollte als eine Möglichkeit für die Umgehung des Stangenantriebes angesehen werden.

## Einsatz
Die Lokomotiven waren bis 1982 im Einsatz. Der ausführliche Lebenslauf von zwei Maschinen ist bekannt.

### Deutsche Eisenbahn-Betriebsgesellschaft
Zwei 1961 gebaute Lokomotiven waren als Leihlokomotiven für die Werkbahn der Dolomitwerke Salzhemmendorf bestimmt, weil die Werke einen weiteren Brennofen errichten wollten. Dafür waren sie mit Vielfachsteuerung ausgerüstet, um mit zwei Lokomotiven den Betrieb abwickeln zu können. Zudem wurden sie mit Ballastgewichten ausgerüstet, um das Reibungsgewicht zu erhöhen. Als sich die Pläne für den Einsatz der Lokomotiven zerschlugen, wurden sie der Deutschen Eisenbahn-Betriebsgesellschaft (DEBG) angeboten.
Bei der DEBG wurden 1963 die Gewichte ausgebaut, um die Lokomotive auf der Bahnstrecke Voldagsen–Delligsen einsetzen zu können. Zahlreiche Ausfälle erforderten bis 1967 vier Getriebereparaturen beim Hersteller, für die je 20.000 DM aufgewendet werden mussten. Die Lokomotiven waren bis zum Ende des Betriebes im Juli 1967 auf der Strecke im Einsatz.
Über einen Zwischenhändler gelangten sie 1967 an die Ewald Kohle AG in Recklinghausen, wo sie die Betriebsnummern D13 und D14 erhielten. Am 6. April 1982 wurden sie von der Ruhrkohle AG übernommen und als V 443 sowie V 444 bei der VEM Erz und Stahl in Essen bis 1989 eingesetzt und dann abgestellt.